# لاینز کلاب اینترنشنال
لاینز کلاب اینترنشنال (به انگلیسی: Lions Clubs International (LCI)) یک سازمان خدماتی با بیش از ۴۶ هزار کلاب و بیش از ۱٬۴ میلیون عضو در ۲۰۵ کشور جهان است که در ۱۹۱۷ تأسیس شده‌است. مقر آن در اوک بروک ایلینوی آمریکا است. هدف آن رسیدگی به نیازهای جوامع در مقیاس محلی و جهانی است.

حضور لاینز کلاب در سرتاسر جهان